# 法兰库尔
法兰库尔（法語：Farincourt，法語發音：[faʁɛ̃kuʁ]）是法国上马恩省的一个市镇，属于朗格勒区。

## 地理
法兰库尔（47°41'58"N, 5°40'52"E）面积5.08 平方千米，位于法国大東部大區上马恩省，该省份为法国东北部内陆省份，北起马恩省和默兹省，西接奥布省，西南接科多尔省，东南接上索恩省，东临孚日省。
与法兰库尔接壤的市镇（或旧市镇、城区）包括：布吉尼翁莱莫雷、瓦勒鲁瓦、翁库尔。

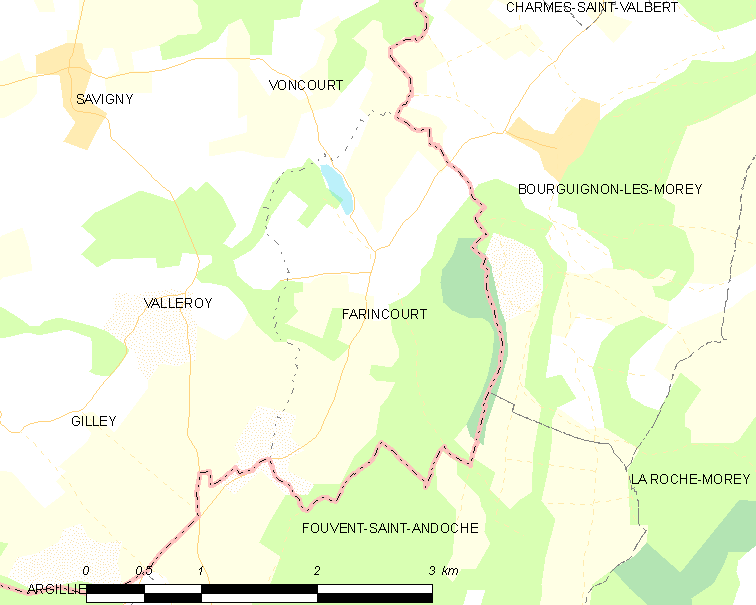
法兰库尔的OSM定位图

法兰库尔的时区为UTC+01:00、UTC+02:00（夏令时）。

## 行政
法兰库尔的邮政编码为52500，INSEE市镇编码为52195。

## 政治
法兰库尔所属的省级选区为沙兰德雷县。

## 人口

1962-2008年间法兰库尔人口变化图示

法兰库尔于2022年1月1日时的人口数量为35人。